# 검은딱새
검은딱새(Amur stonechat, 학명: Saxicola stejnegeri)는 솔딱새과에 속하는 새이다.
날개길이 7cm 정도로 여름털은 머리·얼굴 등이 검고 배는 흰색이다. 가슴은 담갈색이고 날개 중앙에 흰색 띠가 하나 있다. 겨울털은 등이 금적색이다. 암컷은 수컷보다 색이 엷다. 쉬지 않고 움직이며, 탁 트인 풀밭에서 서식한다. 풀밭이나 땅 위에 둥지를 만들고 곤충의 유충·지렁이·딱정벌레·식물의 씨를 먹고 산다. 엷은 반점이 있는 청록색의 알을 3-6개 낳는다. 러시아 중부에서 동부, 몽골 동부, 중국 동북부, 한국, 일본, 인도차이나 반도 등지에 서식하며 우리나라에서는 여름에 볼 수 있다.

## 분류
과거엔 Common Stonechat(Saxicola torquatus)를 단일종으로 분류하고 23아종 이상으로 나누었으나 이후엔 서로 다른 3종 이상으로 분류한다. 대한민국에 도래하는 stejnegeri를 독립된 종으로 보는 경우가 많다.